# Le Plessier-sur-Saint-Just
Le Plessier-sur-Saint-Just é uma comuna francesa na região administrativa de Altos da França, no departamento de Oise. Estende-se por uma área de 7,63 km². Em 2010 a comuna tinha 524 habitantes (densidade: 68,7 hab./km²).